# Ferrocarril Chihuahua al Pacífico
Ferrocarril Chihuahua al Pacífico, znan tudi kot El Chepe po svoji oznaki CHP, je glavna železniška proga v severozahodni Mehiki, ki povezuje mesto Chihuahua z Los Mochisom in njegovim pristaniščem Topolobampo. Prečka Sierra Madre Occidental, del verige, ki se v Združenih državah imenuje Skalno gorovje. Nobena cesta ne pokriva poti.
Dolga je 673 km in prečka Copper Canyon, razgibano vrsto kanjonov, zaradi katerih nekateri to imenujejo najbolj slikovito potovanje z železnico na celini. Je hkrati pomemben prometni sistem za domačine in privlačnost za turiste.
Proga poteka preko 37 mostov in skozi 86 predorov, in se dvigne do 2400 m nad morsko gladino v bližini Divisadera (kontinentalna ločnica), priljubljene razgledne točke nad kanjoni. Vsaka vožnja v eno smer traja približno 16 ur. Proga tudi prečka samo sebe, da pridobi višino.

## Zgodovina
Cilj je bil zgraditi najkrajšo transkontinentalno železnico od pacifiške obale do srednjega zahoda.
Koncept železnice je bil uradno priznan leta 1880, ko je predsednik Mehike, general Manuel González, podelil železniško koncesijo Albertu Kinseyju Owenu iz Utopia Socialist Colony iz New Harmony, Indiana, Združene države Amerike, ki si je prizadeval za razvoj socialistične kolonije v Mehiki. Železnico je pravzaprav zgradil Arthur Stilwell kot železnico Kansas City - Mehika - Vhod, ki se je začela okoli leta 1900.
Od leta 1910 do 1914 je Mehiška severozahodna železnica (špansko Ferrocarril del Noroeste) dokončala progo Temosachic-Casas-Grandes. Na delu Kansas City –Mekika – Vzhod so dokončali odsek Chihuahua-Ojinaga. Enrique Creel je z železnico Chihuahua al Pacífico dokončal odsek Chihuahua-Creel.
Leta 1940 je Mehika pridobila pravice od železnice Kansas City - Mehika - Vhod. Maja 1952 je Mehika prevzela progo, ki jo je upravljala Mehiška severozahodna železnica. Leta 1955 jih je združila v Ferrocarril Chihuahua al Pacifico, S.A. de C.V.
Finančne težave, ki so jih povzročili stroški gradnje železnice po razgibanem terenu, so odložile projekt in CHP je bil dokončan šele leta 1961.
Zasebna železniška franšiza Ferromex je leta 1998 prevzela železnico od mehiške vlade.

## Urnik
Na splošno dnevno vozita dva različna potniška vlaka: Chepe Regional, počasnejša storitev z več postanki za domačine, s 15 uradnimi postanki in več kot 50 postajališči na zahtevo, na katerih se na zahtevo potniki lahko vkrcajo ali izkrcajo, in drugi luksuzni, Chepe Express, neposredna storitev za turiste, ki je hitrejša in dražja. Vlaki prvega razreda so sestavljeni iz dveh do treh vagonov, v vsakem pa je 64 potnikov. Drugorazredni vlaki imajo tri ali štiri vagone, v vsakem pa je 68 potnikov.
Med Topolobampom in Chihuahuo poteka tudi redna tovorna storitev, ki bi jo lahko še povečali in razširili, da bi se povezala z železniško progo Texas Pacifico Transportation Railroad na prehodu Ojinaga Presidio v Združene države kot del La Entrada al Pacifico.
Na poti od Los Mochisa do Chihuahue poteka med drugim skozi El Fuerte, Temoris, Bahuichivo, Posada Barrancas, Divisadero in Creel.

## V popularni kulturi
- Ameriška funk skupina Vulfpeck je pesem s svojega albuma iz leta 2016 (The Beautiful Game) poimenovala El Chepe[10], ki vsebuje zvoke vlaka na progi.